# Catedral de San Francisco Javier (Kottar)
La Catedral de San Francisco Javier o simplemente Catedral de Kottar También conocida como la iglesia del San Javier es un santuario católico del rito latino situada en Kottar, Nagercoil en el distrito de Kanyakumari del estado de Tamil Nadu, al sur de la India. Mientras que San Francisco Javier hacía trabajo misionero en Kottar y en su barrio, evitó una invasión de Padagas con la ayuda de su cruz y así protegió al pueblo del reino Venad de un ataque que fue bien visto por el rey Unni Kerala Varma, quien se convirtió en alguien más cercano al sacerdote y se volvió su amigo desde entonces. En reconocimiento de los servicios de Javier, el rey le asignó un pedazo de tierra para construir una iglesia católica, como un gesto de buena voluntad, según consta en los registros de la iglesia. Ya existía una pequeña iglesia, en el mismo lugar donde está actualmente la iglesia de San Francisco Javier, dedicada a María la Madre de Dios, desde el año 1544.  Los registros de la Iglesia indican que la iglesia de San Francisco fue construida en 1600. En 1865 , El Santuario de María fue renovado y ampliado. En 1930, la iglesia fue elevada a la categoría de catedral. Un festival cristiano anual se celebra entre noviembre y diciembre, con una duración de 10 días. Pertenece a la diócesis de Kottar.

## Véase también

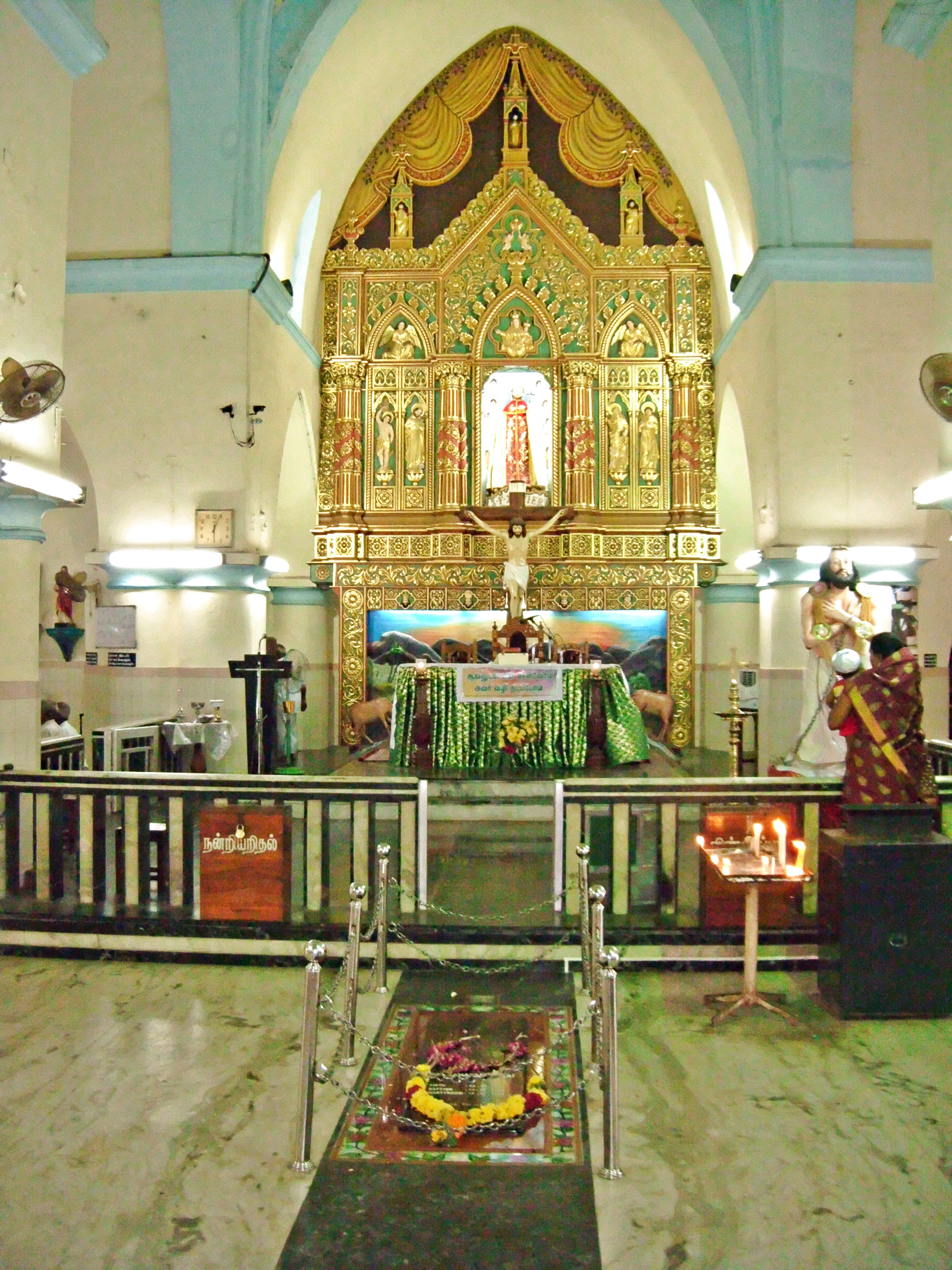
Vista interna